# Victoria Reggie Kennedy

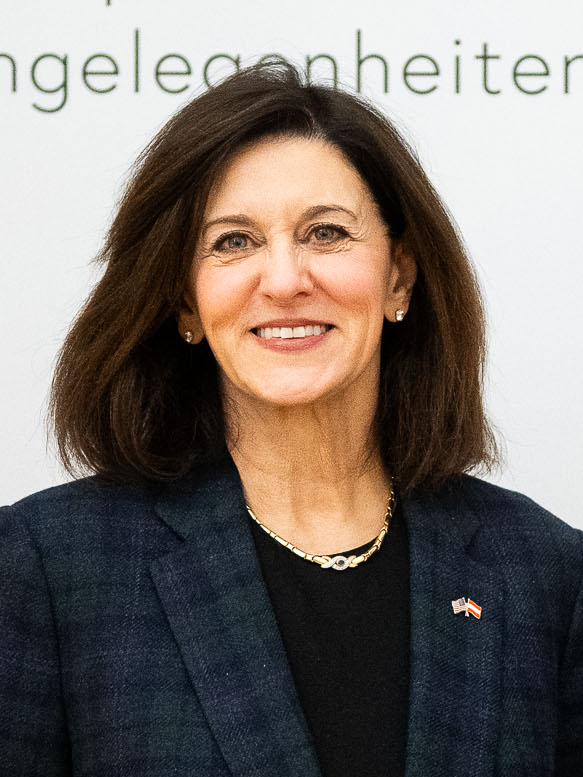
Victoria Reggie Kennedy 2025

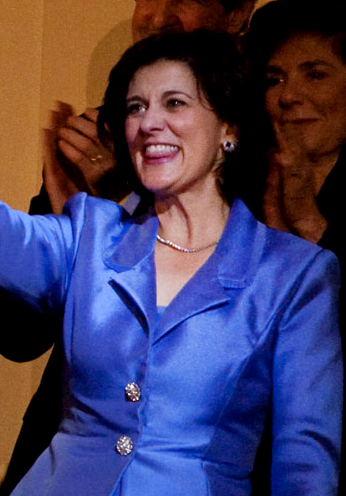
Victoria Reggie Kennedy 2009 in Washington, D.C.

Victoria Reggie Kennedy (* 26. Februar 1954 in Crowley, Louisiana, USA als Victoria Anne Reggie) ist eine US-amerikanische Juristin, die bis Jänner 2025 Botschafterin der Vereinigten Staaten in Österreich war.
Nach erster Ehe (1981–1990, zwei Kinder) heiratete sie 1992 Edward „Ted“ Kennedy (1932–2009), Bruder des früheren Präsidenten John F. Kennedy und seit 1962 Senator.

## Jugend und Ausbildung
Als zweites von sechs Kindern wuchs Victoria Anne Reggie, wie sie damals hieß, bei ihren Eltern in Crowley im Acadia Parish im Südwesten Louisianas auf. Ihr Vater, Edmund Reggie, war Richter und Banker, ihre Mutter, Doris Ann Reggie, geborene Boustany, war politisch interessiert und engagierte sich im Democratic National Committee der Demokratischen Partei. Beide Großelternpaare Victorias stammten aus dem Libanon und waren aus Beirut in die Vereinigten Staaten eingewandert. Sie waren Mitglieder der syrisch-maronitischen Kirche, die zu den katholischen Ostkirchen gehört und mit der römisch-katholischen Kirche uniert ist. Victoria Reggies Großeltern wurden in Louisiana bedeutende Mitglieder der katholischen Gemeinde und gaben ihren Glauben an ihre Kinder weiter.
Victoria Anne Reggie besuchte katholische Privatschulen und war eine ausgezeichnete Schülerin. Sie ging dann an die Tulane University in New Orleans in Louisiana, wo sie am Newcomb College zuerst das Bachelorstudium in Englisch mit dem Titel Bachelor of Arts magna cum laude absolvierte. Ihre juristische Ausbildung begann sie an der Tulane University Law School, wo sie 1979 ihren Doktorgrad summa cum laude erreichte. Inzwischen ist sie Trägerin zahlreicher Ehrendoktortitel.

## Botschafterin in Österreich
Nach dem Wechsel im Präsidentenamt 2021 nominierte Präsident Joe Biden Victoria Kennedy für das Amt des außerordentlichen und bevollmächtigten Botschafters der Vereinigten Staaten von Amerika für die Republik Österreich. Mitte Juni 2021 bestätigte die Kanzlei des Bundespräsidenten Alexander Van der Bellen, dass Österreich den USA das für die Ernennung erforderliche Einverständnis erteilt habe. Bundeskanzler Sebastian Kurz, damals gerade bei einem Treffen in den USA, sagte daraufhin vor Journalisten in New York, die Nominierung von Kennedy sei eine Ehre für Österreich. Im Senat der Vereinigten Staaten scheiterte die Ernennung von Victoria Reggie Kennedy vorerst jedoch am Widerstand einiger republikanischer Senatoren. Erst im Oktober 2021 konnte eine Liste von Persönlichkeiten, die für die Vertretungen im Ausland und bei internationalen Organisationen vorgesehen waren, darunter Victoria Reggie Kennedy, den Senatsausschuss zur Außenpolitik passieren und an den Senat weitergeleitet werden. Am 26. Oktober 2021 wurden vier Botschafterinnen und Botschafter vom Senat per Akklamation bestätigt. Neben Victoria Reggie Kennedy konnten auch Jeff Flake in der Türkei, Tom Udall in Neuseeland und Cindy McCain bei der FAO ihre Ämter antreten. Victoria Reggie Kennedy wurde am 16. November 2021 im Edward M. Kennedy Institute, das zu Ehren ihres verstorbenen Mannes und seiner Arbeit im Senat gegründet worden war, von einem Richter des Obersten Gerichtshofs angelobt. Am 7. Jänner 2022 landete sie in Wien, wo sie am 12. Jänner 2022 dem Bundespräsidenten offiziell ihr Beglaubigungsschreiben überreichte und ihr Amt antrat.
Im Jänner 2021, mit Ende der Präsidentschaft Donald Trumps, reiste ihr Vorgänger, Botschafter Trevor Traina, zurück in die USA. Seitdem war das Amt vakant. Mario Mesquita, ein Berufsdiplomat des amerikanischen Außenamtes, war ab 12. Juli 2021 interimistisch als Geschäftsträger (Chargé d'Affaires a.i.) tätig.